# Orang Pendek

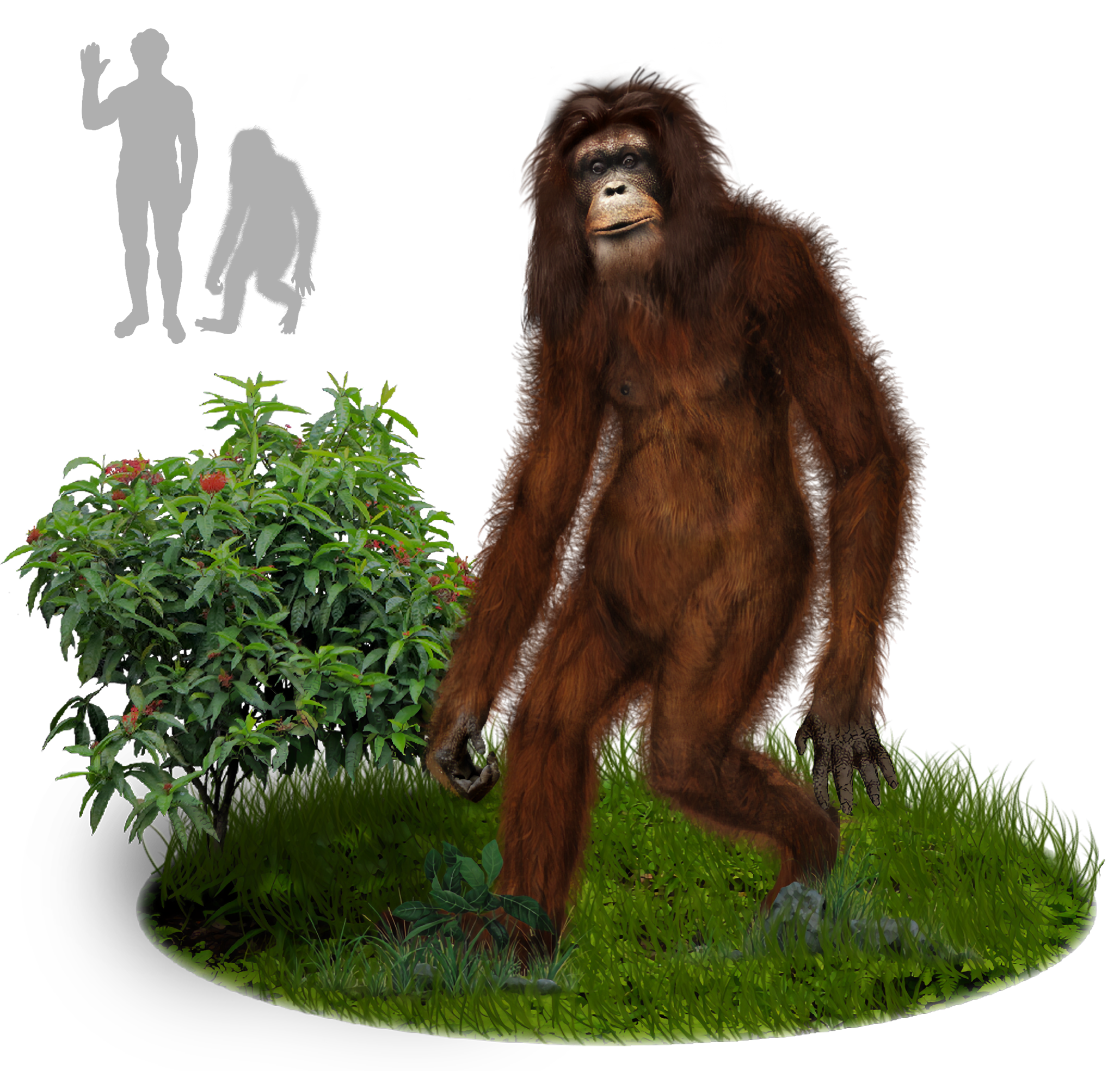
Impressão do artista de um Orang Pendek.

Orang Pendek ou "homem pequeno" seria uma criatura semelhante a um pequeno macaco que supostamente viveria nas florestas da ilha de Sumatra, Indonésia. 
Acredita-se que essa criatura fale um idioma próprio. Segundo a lenda, o Orang Pendek mede de 0,75 a 1,50 m de altura e teria o corpo coberto inteiramente por pêlos marrons ou cinzas. Ele seria herbívoro e frutífero. 
Múmias que supostamente seriam de orang pendeks eram outrora vendidas aos turistas que visitavam o local. No século XIII, Marco Polo viu múmias que eram feitas com cadáveres pelos nativos do local. 
Deborah Martyr, uma redatora inglêsa de uma revista de turismo, foi a última pessoa a supostamente ver o Orang Pendek em Kerinci.